# Cantonul Saint-Jean-de-la-Ruelle
Cantonul Saint-Jean-de-la-Ruelle este un canton din arondismentul Orléans, departamentul Loiret, regiunea Centru, Franța.